# Mayville (Michigan)
Mayville – wieś w Stanach Zjednoczonych, w stanie Michigan, w hrabstwie Tuscola.